# Bandholm
Bandholm er en havneby på det nordlige Lolland med 440 indbyggere  (2025) otte kilometer nord for Maribo. Byen ligger i Lolland Kommune og hører til Region Sjælland.
Bandholm ligger i Bandholm Sogn, og Bandholm Kirke ligger i byen. Skolen i Bandholm blev i 2005 slået sammen med skolerne i Østofte (Nørreballe) og Stokkemarke på Østofte Skole seks kilometer sydvest for Bandholm. Lidt sydøst for byen ligger Knuthenborg Safaripark.

## Historie
Bandholm havn nævnes allerede i historien i 1588, hvor der er anlagt en skibsbro. Dette år fik abbedissen fra Sankt Birgitta-klosteret i Maribo lovning på, at havnen i Bandholm skulle være frihavn for det aktive kloster.
I 1800-tallet rangerede Bandholm havn blandt de mest aktive havne i Danmark. Som noget særligt er Bandholm og New York havne de to eneste havne i verden, hvor der springer ferskvandskilder i havnebassinet.
Som mange andre byer i provinsen har Bandholm oplevet en stor befolkningstilvækst og senere tilbagegang. Bandholm havde i 1840 378 indbyggere, i 1860 770 indbyggere, i 1870 850 indbyggere, i 1880 767 indbyggere.

### Koleraepidemien ramte byen
I 1850 blev Bandholm ramt af en større koleraepidemi. Bekæmpelsen blev ledet af den unge læge Peter Ludvig Panum, som Panumsgade i Bandholm er opkaldt efter. Kolera optrådte for første gang i Danmark i 1848, hvor ganske få blev smittet i Dragør, så nogen epidemi var der ikke tale om. Den første større epidemi udbrød i 1850 i Bandholm, hvor Peter Ludvig Panum havde ansvaret for at holde epidemien nede. Der blev konstateret 28 tilfælde, hvoraf 15 døde.

### Lagde navn til kendt sejlbåd
Havnebyen Bandholm lagde navn til bådetypen Bandholm, som blev fremstillet af den danske bådebygger og båddesigner Knud Olsen. I 1961 grundlagde Knud Olsen sin egen forretning i et gammelt kornlager ved Bandholm Havn.
I Bandholm begyndte Knud Olsen at bygge en 10-meter sejlbåd i mahogni, men han blev snart mere interesseret i mulighederne med glasfiber. Designet blev til en Bandholm 26, der, sammen med Bianca 27 og Great Dane 28 er bygget i samarbejde med Nimbusbrødrene, blev den første generation af danske glasfiberbåde. Kun skroget blev lavet af glasfiber, da Knud Olsen syntes, dækket skulle være af træ for at give båden den rette følelse.
Senere kom Bandholm 20 og Bandholm 30 til, som blev afløst af Mariboat i starten af 1970’erne. Bandholm 20 kom dog senere igen i en kortere version, nu kaldet Bandholm 24, og for første gang var Knud Olsen i stand til som indehaver af rettighederne til båden at brødføde sig selv som designer.

### Faderhuset satte byen på landkortet
Bandholm kom for alvor i de landsdækkende medier, da menigheden Faderhuset i 2008 købte Bandholm Hotel, der siden 1886 har ligget centralt placeret i byen. Faderhuset købte desuden flere boliger i Bandholm. I september 2019 blev hotellet solgt til Bandholm Hotel Holding, der har Peter Hauge som selskabets direktør og Peter Bøgil som hoteldirektør. De ny ejere ville drive hotellet videre, men valgte Peter Bøgil at fratræde sin stilling som direktør på hotellet og træde ud af projektet. Hotellet har flere år i træk vundet prisen som Danmarks bedste hotel.

## Erhverv
De største arbejdspladser i havnebyen er Knuthenborg Safaripark, Bandholm Hotel, DLG Bandholm, BM Lakering, Svanevig Hospice.
Tidligere var Bandholm Skole en større arbejdsplads for flere i lokalområdet, men efter skolesammenlægningen med skolerne i Østofte (Nørreballe) og Stokkemarke valgte Lolland Kommune at rive skolen ned, selvom menigheden Faderhuset forsøgte at købe skolen.

## Transport og infrastruktur
I 1869 blev Maribo-Bandholm Jernbane indviet som den første jernbane på Lolland-Falster. I Bandholm blev der anlagt station tæt ved Knuthenborgs vestlige port. Fra stationen gik havnebanen videre ned til havnen.
Persontrafikken blev indstillet i oktober 1952, hvor banen blev lagt ind under Lollandsbanen. I mange år var der stadig godstrafik, og skinnerne ligger der endnu dog ikke ude på kajerne - sporet slutter ved Havnepladsen. Siden 1962 har Museumsbanen Maribo-Bandholm drevet Danmarks første veteranbane.
Stationsbygningen ligger på Stationsvej 10. Den blev fredet i 1972 og i 1984 købt af Dansk Jernbane-Klub, der driver veteranbanen. Selv bygningen har været kulisse til flere kendte film og serier som blandt andre Hurra for de blå husarer, Badehotellet og Lykke-Per.
Fra Bandholm Havn var der færgefart til Askø i 143 år, fra 1882 til februar 2025. Askø-færgen sejler nu til Kragenæs via Femø.
I dag er Bandholm forbundet med blandt andet Maribo, Nørreballe og Kragenæs via busser.

## Kultur
Den lollandske havneby er kendt for at have en af landets ældste badeanstalt, der er fra 1870 og ligger på Bandholm Havn ved siden af færgelejet til Askø-færgen. Badeanstalten består af 16 kabiner med to badebroer og tværbro samt rutschebane.
Bandholm fik i 2016 med godkendelse fra Kystdirektoratet anlagt en større sandstrand ved Bandholm Hotel. Det var Bandholm Aktivitetsforening, som fik opført stranden til glæde for lokale og turister. Der blev brugt 8250 tons sand til at etablere den 100 gange 50 meter sandstrand.
I september 2017 blev der sat europæisk bison og vildsvin ud i en stor indhegning i skoven Merritskov ved Bandholm. Det var Knuthenborg Safaripark, som ejer skoven, der med støtte fra Miljøstyrelsen stod bag projektet. Hvis man går tur i skoven, kan man selv opleve bisonokserne eller vildsvinene.
Hvedemagasinet er byens samlingssted for kulturelle arrangementer som kunstudstillinger, foredrag, loppemarkeder, fællessang og fællesspisning. Som navnet på bygningen antyder har det tidligere være anvendt som kornlager.

### Sport
På havnen i Bandholm ligger hører blandt andre Bandholm Sejlklub og Bandholm Roklub hjemme. Ved Bandholm ligger Svanevig Hallen, hvor blandt andre Bandholm Badminton Club holder til.